# 王立絵画彫刻アカデミー
王立絵画彫刻アカデミー（おうりつかいがちょうこくアカデミー、Académie royale de peinture et de sculpture）は、絵画・彫刻の振興を目的として、1648年にフランスで設立された組織。以後150年間にわたって存続し、芸術家の教育方法の開発や展覧会の開催など、美術史上、大きな役割を果たした。また歴史画を頂点とする古くからの絵画観を強化し、西洋絵画の制度化を推し進めた。

## 前史
17世紀のフランスで芸術家が活動するには二つの道があった。一つは同業者団体（ギルド）である画家・彫刻家組合へ所属すること、もう一つは王室や有力者と関係を結んで勅許状を得ることだった。
画家・彫刻家組合の結成は14世紀にさかのぼり、仕事の配分や徒弟修行の管理で大きな権限を振るうようになっていた。16世紀半ばには、規則を厳格化して新参者へ門戸を閉ざす傾向が強まったため、画家や彫刻家をめざす若者は、新天地を求めてイタリアへ赴くようになった。その頃イタリアでは、徒弟修行の枠外で比較的自由に研鑽を積むことのできるアカデミア・デル・ディセーニョ（en:Accademia delle Arti del Disegno 1563年設立）や聖ルカ・アカデミー（1577年設立）といった組織が志願者を受け入れていたためである。
17世紀に至ると勅許状を受けて活動する芸術家が増大し始めるが、画家・彫刻家組合は自らの権益を守るため、再々にわたって勅許状の発行に抗議したり、裁判に訴えるなど、勅許状を受けた画家への締め付けを強化していった。これに対して勅許状の画家たちの反発と、自分たちの利害を守る団体の設立欲求が高まってゆく。

## アカデミー発足

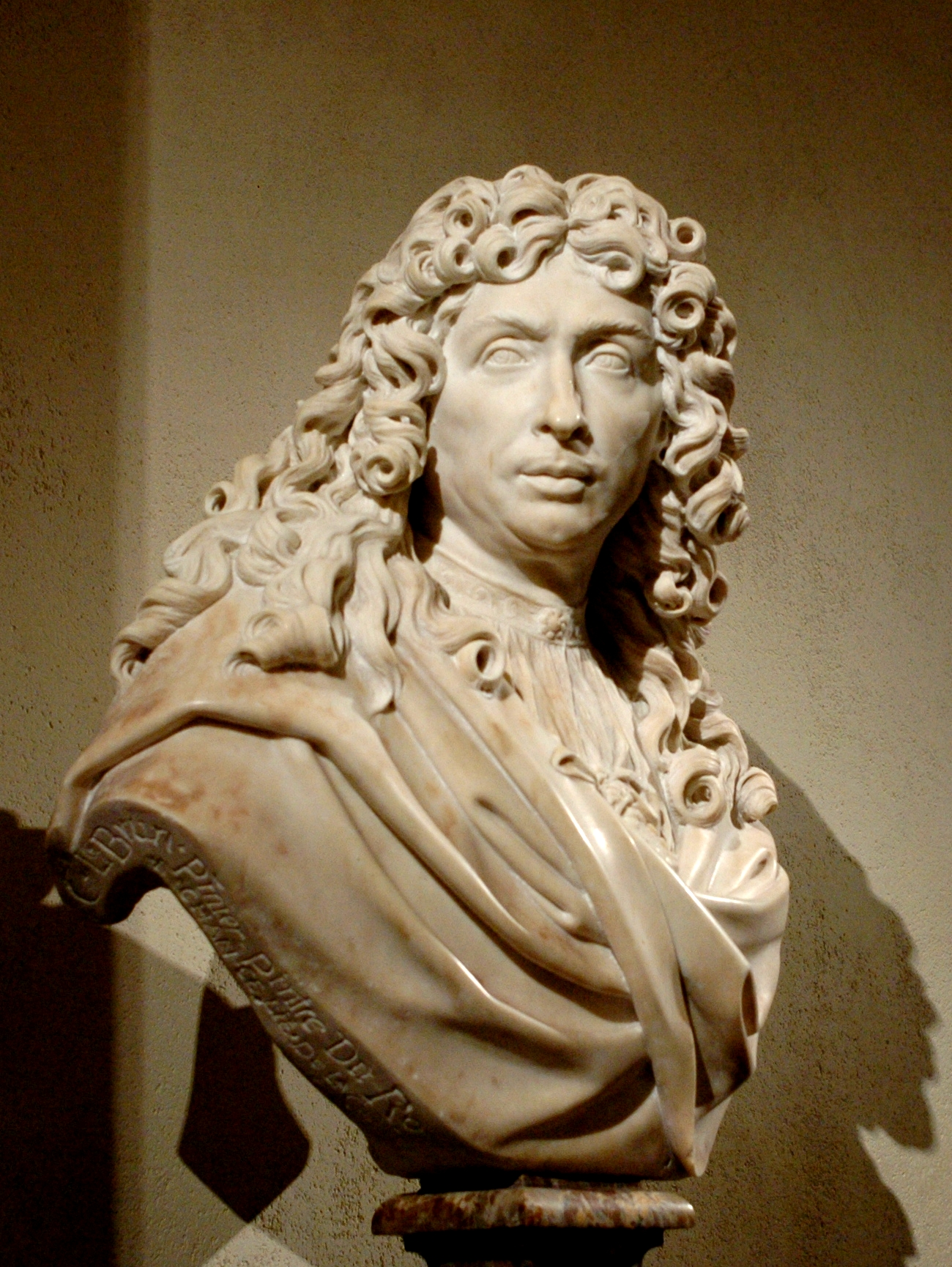
シャルル・ル・ブランの肖像

こうした芸術家間の対立を背景として、王立絵画彫刻アカデミーの設立が動き始める。この動きを主導したのは、ニコラ・プッサンとともにローマへ赴いていた画家シャルル・ル・ブランである。ル・ブランは美術愛好家だった国務評定官マルタン・ド・シャルモア (Martin de Charmois) の助力を得て、ローマの聖ルカ・アカデミーに肩を並べる団体をフランスに設立したい旨を表明する。
シャルモアが作成した嘆願書は1648年2月に勅許状を受けて、アカデミーが発足した。これに先だって、フランス語の研究や辞書の制作・文法規則の立案を行う「アカデミー・フランセーズ」が設立されているほか（1635年）、ルイ14世の親政が始まったのち「舞踏アカデミー」（1661年）、「碑文・文芸アカデミー」「科学アカデミー」（1663年）、「王立音楽アカデミー」（1669年）、「王立建築アカデミー」（1671年）と設立が続いた。
新しく発足した絵画彫刻アカデミーは、会長に大法官セギエを、院長にシャルモアを戴き、主要幹部としてル・ブランを含め12名の芸術家が参加した。幹部の内訳は、彫刻家が3人、肖像画家が２人、残る７人が歴史画家だった
。発足当初の会員は26名、発足翌月の3月にはル・ナン兄弟など6名が会員に加わっている。

## 教育法の確立
発足当初、アカデミーでの芸術教育は、併設された「王立絵画彫刻学校」で行われ、12人の幹部が毎月交代で指導にあたった。絵の具の溶き方や画布の張り方といった基礎技術、初歩の素描については、アカデミー会員の工房に弟子入りして手ほどきを受けておくことが前提になっていた。授業は古典古代・ルネサンス期の建築や人体の石膏像を研究することから始まり、人体を描いた素描や版画の模写、古代彫刻の石膏像の模写、男性裸体モデルの素描と進められた。
また理論教育も重視され、幾何学・解剖学・遠近法・文学といった授業が行われていた。運営はシャルモアなど支持者による財政支援と、会員による会費・授業料でまかなわれ、王室からの財政的な支援は受けていなかった。
会員には、同業者組合の親方との違いを際立たせるため、公私にわたる品行方正さが要求された。宴会で騒ぐことや店を出すことも禁じられ、オネットム（fr:Honnête homme、紳士）として振る舞うよう求められた。
アカデミーはサン＝ユスタッシュ教会近隣の私邸に本拠があり、多くの生徒が集まるようになるとドゥー＝ブル街のクリソン館、パレ・ロワイヤル（リシュリュー街ブリヨン館）と移転する。

## 再編と政治利用の強化

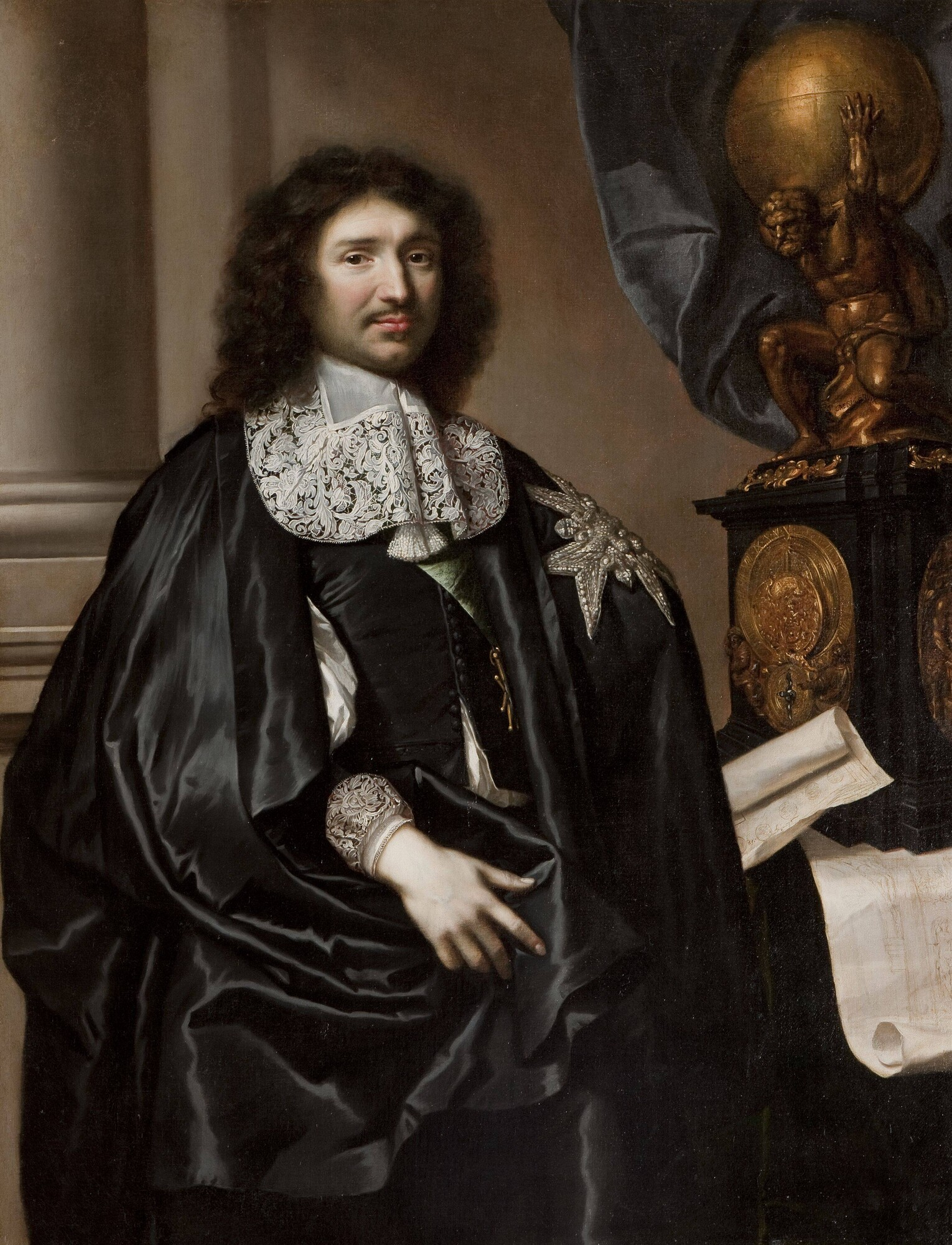
ジャン＝バティスト・コルベール

発足後も、旧来の同業者組合が独自の学校を設立して対抗するなど、両陣営の緊張関係は続いていたが、ルイ14世の親政が開始されるとル・ブランを中心とする運動によって、王室付きの画家はすべて王立絵画彫刻アカデミーに所属する通達が国王から出された（1663年）。この通達を機にアカデミーの組織も再編され、教授補・教授から院長へと至る役職の序列が整えられた。
またル・ブランが実質的な権限を握り、彼が王立ゴブラン製作所監督、国王首席画家の要職について王室の仕事を配分するようになるとともに、アカデミーの地位も向上していった。アカデミー強化の動きを後押ししたのは国務大臣コルベールで、彼はアカデミーの画家たちに王室からの注文の独占、展覧会への出品といった特権を与える見返りに、国王の栄光を称えて絶対王政の確立を推し進めるための武器として芸術を利用しようとした。
まずコルベールはアカデミーに対する年金を4倍に増額し、また若手画家を対象としたコンクールや講演会・アカデミー会員による展覧会の開催・ローマでのアカデミー・ド・フランス(Académie de France)設立など、次々に改革策を進めていった。とりわけアカデミー・ド・フランスは、若手画家を選抜して給費生としてローマに滞在させる「ローマ賞」の創設（1674年）で注目を集めた。この「ローマ賞」はアカデミー解体後も1968年まで存続し、長くフランスの芸術家志願者にとって最高の栄誉でありつづけた。

## 美術理論の制度化
コルベールが開始した毎月のアカデミー講演会では、国王のコレクションから選ばれた1点の絵画作品を対象にして公開の講義と討論を行った。アカデミー・フランセーズが言語の領域で公的な規範整備をすすめていたのにならって、視覚芸術において公的な基準を生み出すことが目的だった。「色彩論争」のような絵画理論をめぐる重要な討議がここで行われたほか、歴史画を頂点として肖像画・静物画・風俗画を下位に置く絵画の序列化も、ここで進められた。

### 歴史画
アカデミーは会員による講演会の開催と、その講演録の刊行とを通じて独自の絵画理論を浸透させていったが、アカデミーの絵画観の核心が、歴史画を頂点とする「画題の序列」という思想である。
フェリビアン (fr:André Félibien）は講演録に付した有名な序文で、静物画よりも風景画の価値が高く、肖像画や風俗画はそれよりもさらに上位にあるが、最も価値が高いのは「歴史と物語」を題材として群像を描く作品、つまり歴史画である、と述べている。フェリビアンはさらに歴史画の中でも「寓意的な構成によって、物語の下に偉人の美徳や気高い意味をまぎらせる手段を知る」画家は、高貴さ・偉大さを獲得しており大画家と呼ぶに値する、と述べている。
アカデミーでは発足当初から会員の多くを歴史画家が占めていたのに加えて、フェリビアンが宣言したこうした絵画観は、歴史画への画料の増額や、王室からの歴史画発注の優遇といったかたちで制度化され、フランス美術の潮流そのものに大きな影響を与えてゆく。

### 色彩論争

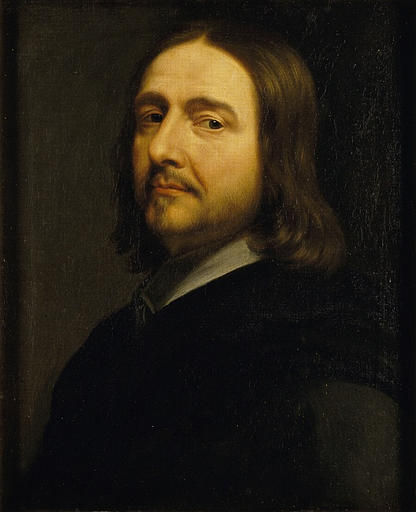
フィリップ・ド・シャンパーニュ
《自画像》
1625-1650年頃

色彩論争 (fr:Querelle du coloris) は同じくアカデミーが行った講演会を舞台に会員同士がたたかわせた論争をさす。絵画の成り立ちに「画家の創意・素描・色彩」という三要素が重要だとする伝統的な理論を踏まえていて、このうち絵画にとって最も重要なものは素描（描線）か色彩か、を争ったものである。
きっかけは1671年7月にフィリップ・ド・シャンパーニュ (Philippe de Champaigne)が行ったティツィアーノに関する講演で、彼はここで、素描（描線）は魂を描くことができる重要な技術だが色彩の操作はより表面的な技術だと述べた。これに対して他の会員が同年11月に「色彩の美点について」と題して反論を行い、以後、シャルル・ル・ブランも参入してアカデミー全体を巻き込む論争に発展する。
論争の過程で素描派がプッサン、色彩派がルーベンスを例にとって議論を行うようになったため、素描派側を「プッサン派 poussinistes」、色彩派側を「ルーベンス派 rubénistes」などと呼んだが、ルーベンスもプッサンも当人が関わったわけではなく、両名の死後に起きた論争である。
「素描か色彩か (Disegno e colore)」とする論争はすでにイタリアで行われていたものだが、一般にフランスでの論争の背景にあると考えられているのは、社会における絵画の役割に対する思想の変化である。
アカデミー創立メンバーであるル・ブランは、素描が現実を再現する役目を担うのに対して、色彩は光の加減によって変化する偶発的なものにすぎないとして、精神と眼、精神性と物質性、頭脳と手、規則とそうでないもの、といった二分法で素描／色彩を対立させている。つまりル・ブランにとっては、絵画制作は知的な作業になるべきであり、できれば社会を道徳的に導く存在となる必要があった。
その背景には、画家・彫刻家がフランスでは自由学芸の担い手ではなく「職人」として低く扱われていることがあった。フェリビアンがアカデミー講演録の序文で「単に線をなぞったり色を置くだけの物体表現は手仕事に過ぎない」と述べていたように、知的操作を行う存在として画家・彫刻家を再定義し、それまでの「職人」の地位から知的にも社会的にもエリートとみなされる「芸術家」の地位にまで引き上げることは、発足時のアカデミーの悲願でもあったのである;; 。
これに対して、すでに絵画がしかるべき地位を獲得した時代にあって、より若い世代の会員たちの間では、絵画が精神に訴えかけるものであるべきだとする主張は、すでに切迫性を失っていた;。 
素描派・色彩派の論争は、両陣営が自らの主張を踏まえて講演と講演録の刊行を繰り返し、また両派の主張を補強する絵画論もフランス語に翻訳されたことから、結果として当時の絵画理論を発展させた。最終的に、自らもルーベンスのディーラーでもあった色彩派のロジェ・ド・ピール (en:Roger de Piles) が1699年、アカデミーの要職について決着するが、その後もこの時期の論争は、フランス美術のありかたを議論するさいにしばしば引用されることになる。

## 18世紀のアカデミー

### 革命前夜
コルベール没後、18世紀に入ってからは国家財政の逼迫によりアカデミーへの補助が急減し、展覧会の開催を除けば活動は低調になっていた。1745年に王室建造物長官の要職についたルノルマン・ド・トゥルネム (Lenormant de Tournehem）はアカデミー復興に着手し、空席になっていた国王首席画家にシャルル＝アントワーヌ・コワペル を任命したほか、王室からアカデミー画家への注文を増やし、さらにアカデミー図書館や若い画家の研修機関を拡充した。
1774年に王室建造物長官となったダンジヴィレ伯爵 (Comte D'Angiviller) は、とくに当時パリ公衆の人気を集め始めていた風俗画や静物画に対抗して、あくまで荘重な歴史画の復興を推し進めた。王室からの歴史画の買い上げを増やし、さらにはアカデミー外での作品の発表を禁止するなど、アカデミーの王権への従属を強めた。

### 女性画家たち

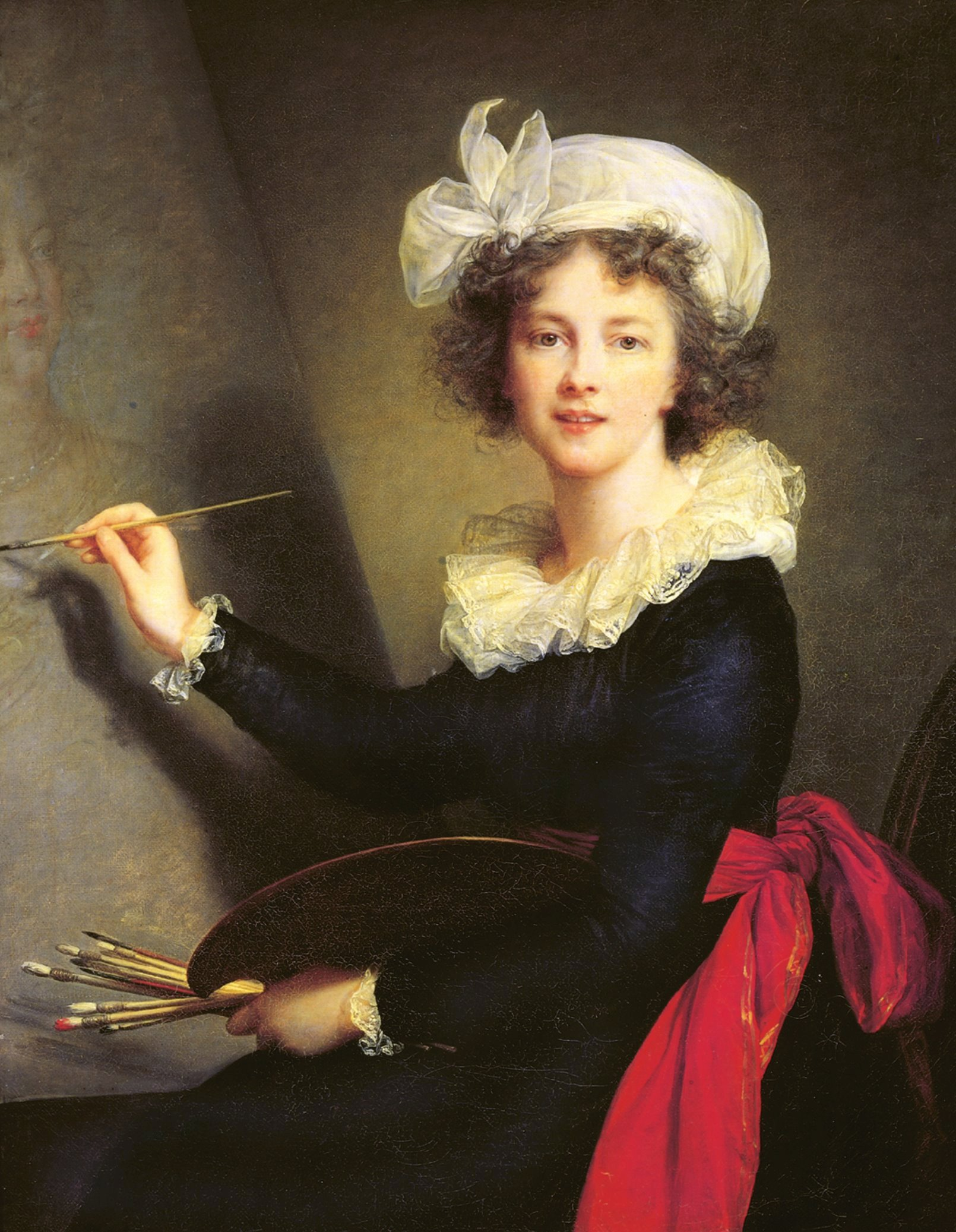
ヴィジェ＝ルブラン《自画像》1790年、ウフィッツィ美術館

発足当初のアカデミーは女性会員を受け入れており、17世紀中には六人の女性会員が誕生したが、1706年から女性の入会は禁じられる。アカデミーでの教育が男性裸体モデルを用いた素描の授業を中心としていたため、女性の授業参加が不適切と考えられたとも言われる。
しかし1770年、上限を4名とする条件つきながら、女性会員を再び迎え入れる決定が出される。男性モデルを描く授業への参加が禁止されたため、古代ローマや聖書のエピソードを題材とする歴史画からも女性は遠ざけられた。そのためこの時期の女性会員が描いたのは、ほぼ全てが、アカデミーのヒエラルキーの中では下位に位置づけられる静物画や肖像画である。しかし18世紀にはアカデミー外の絵画市場も成熟しはじめ、経済的に成功した画家も現れる。
1783年に会員となったヴィジェ＝ルブランは、18世紀では最も成功した女性画家の一人である。マリー＝アントワネットの寵愛を受けて肖像画家として重用され、彼女が描いたマリー＝アントワネットの肖像は、衣装や髪型の最先端の流行を示すものとして大きな評判を呼んだ。作品に加えて、彼女自身の美貌と才気あふれる会話は各国の王室や貴族で評価が高く、マリー＝アントワネット亡きあとはロシアやイタリアなど各国で作品を残している。

### 解体へ
王立絵画彫刻アカデミーは、フランス革命後の1793年、ほかの諸アカデミーとともにいったん廃止されたが、1816年、アカデミー・デ・ボザール (Académie des Beaux-Arts) として復興する。しかしロマン主義を主流とする当時の芸術観にあっては、もはや伝統的な規範の遵守よりも芸術家の個性が重視され、アカデミーに対する反抗機運も強かった。

## 展覧会とサロン

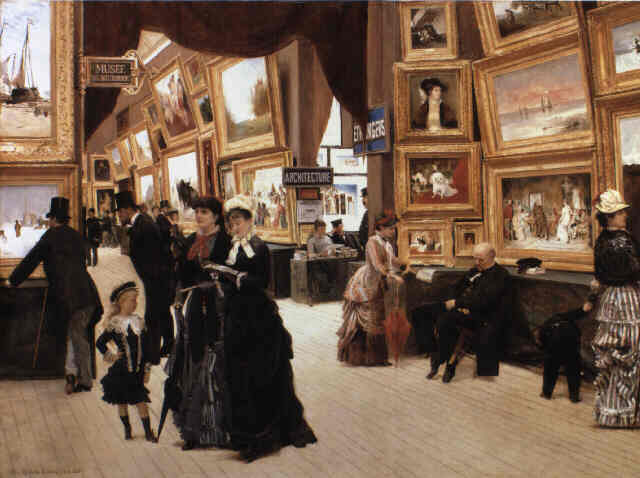
1880年のサロン風景

王立絵画彫刻アカデミーは2年おきに展覧会を開催したほか、年に1日だけローマ賞受賞者の出品作を展示していた。最初の公式な展覧会はパレ・ロワイヤル中庭で1667年に開催されているが、以後、画家の負担が大きいことなどから度々中断する。
一方で、1692年にはアカデミーが持っていた美術品のコレクション（会員の作品、授業用の彫刻、ローマ賞の応募作品など）がルーヴル宮に移され、1712年からは愛好家に開放された。
1737年の展覧会は、ルーヴル宮の「サロン・カレ salon carré」で開催されたことから「サロン」と呼ばれ、以後は隔年ないし毎年開かれるようになった。サロンに出品できたのはアカデミーの会員か準会員、または教員に限られ、1748年からはアカデミー会員による出品審査が行われるようになった。
展示室内では出品目録を載せた公式の小冊子（リヴレ）が販売され、革命直前の1787年には2万部が売れている。この年のサロンは6万人を超す来場者（当時の人口の1割）があったと言われ、サロンは美術ジャーナリズムや美術批評の誕生も促してゆくことになる。また王権の庇護が縮小するのにともなって、新しい顧客獲得の場となっていく。

## 文献リスト
- 栗田秀法「王立絵画彫刻アカデミー　その制度と歴史」（『西洋美術研究』No.2, 1999年, pp. 53-71）
- N. ペヴスナー『美術アカデミーの歴史』中森宗義ほか訳、中央大学出版部、1974年
- F. A. イェイツ『十六世紀フランスのアカデミー』高田勇訳、平凡社、1996
- 大野芳材「美術アカデミー」（『世界美術大全集：西洋編　第17巻〈バロック：2〉』小学館、1995年）
- ヴァーノン・H・マイナー「第1部　アカデミー」（『美術史の歴史』北原恵ほか訳、ブリュッケ、2003, pp. 25-58）
- 島本浣「フランス古典主義時代の絵画思想 — アカデミーを中心として」（『芸術の線分たち』昭和堂、1988）
- 大野芳材「宮廷画家から近代画家へ　ブーシェと美術アカデミーの改革を中心に」（『西洋美術研究』No.12, 2006, pp. 106-122）
- 鈴木杜幾子『画家ダヴィッド：革命の表現者から皇帝の首席画家へ』晶文社、1991
- 鈴木杜幾子「王家建造物監督官ダンジヴィレ伯爵の美術行政」（『美の司祭と巫女 — 西洋美術史論集』中央公論美術出版、1992）

## アカデミー会員の作品

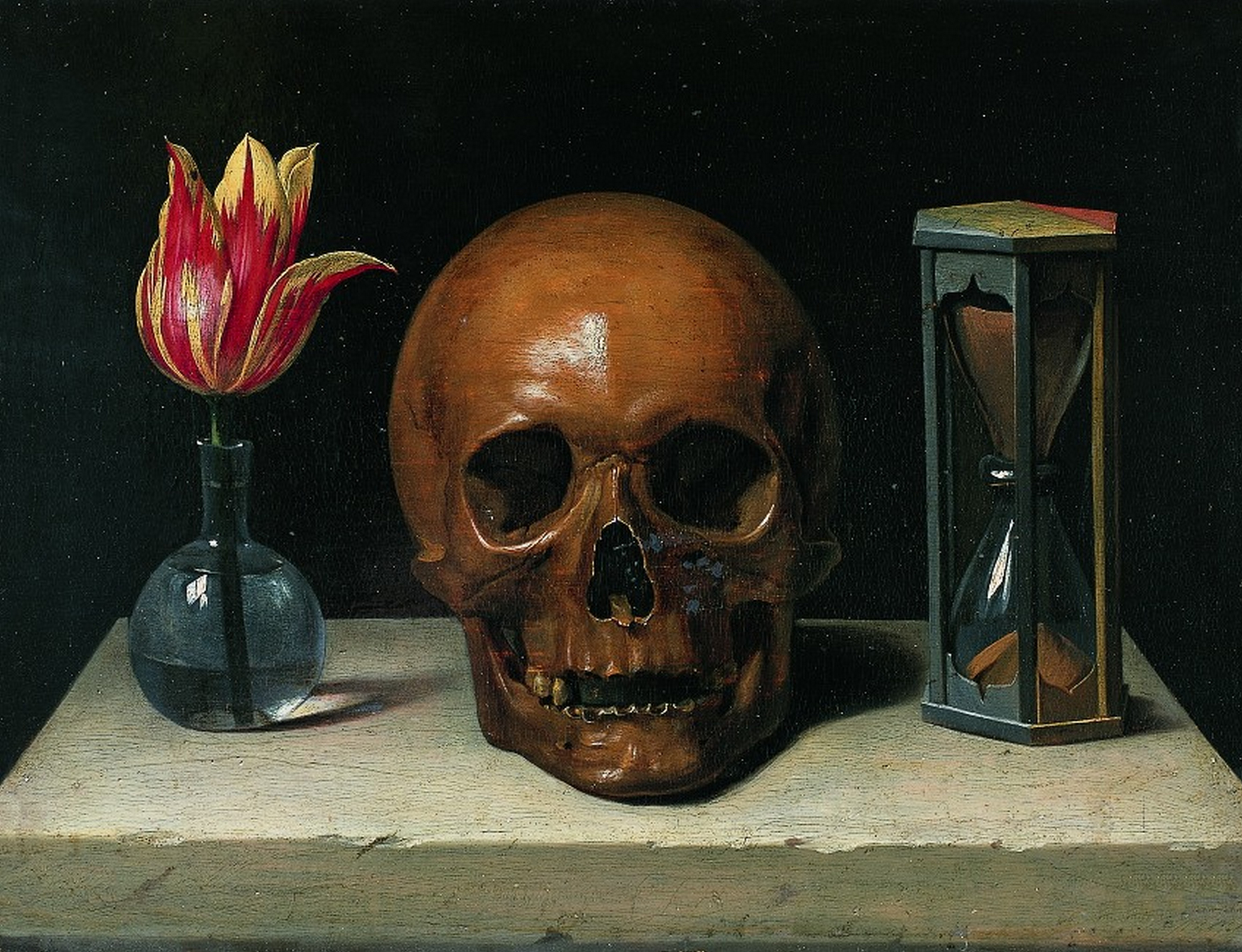
フィリップ・ド・シャンパーニュ《ヴァニタス》 トゥセ美術館（ル・マン）
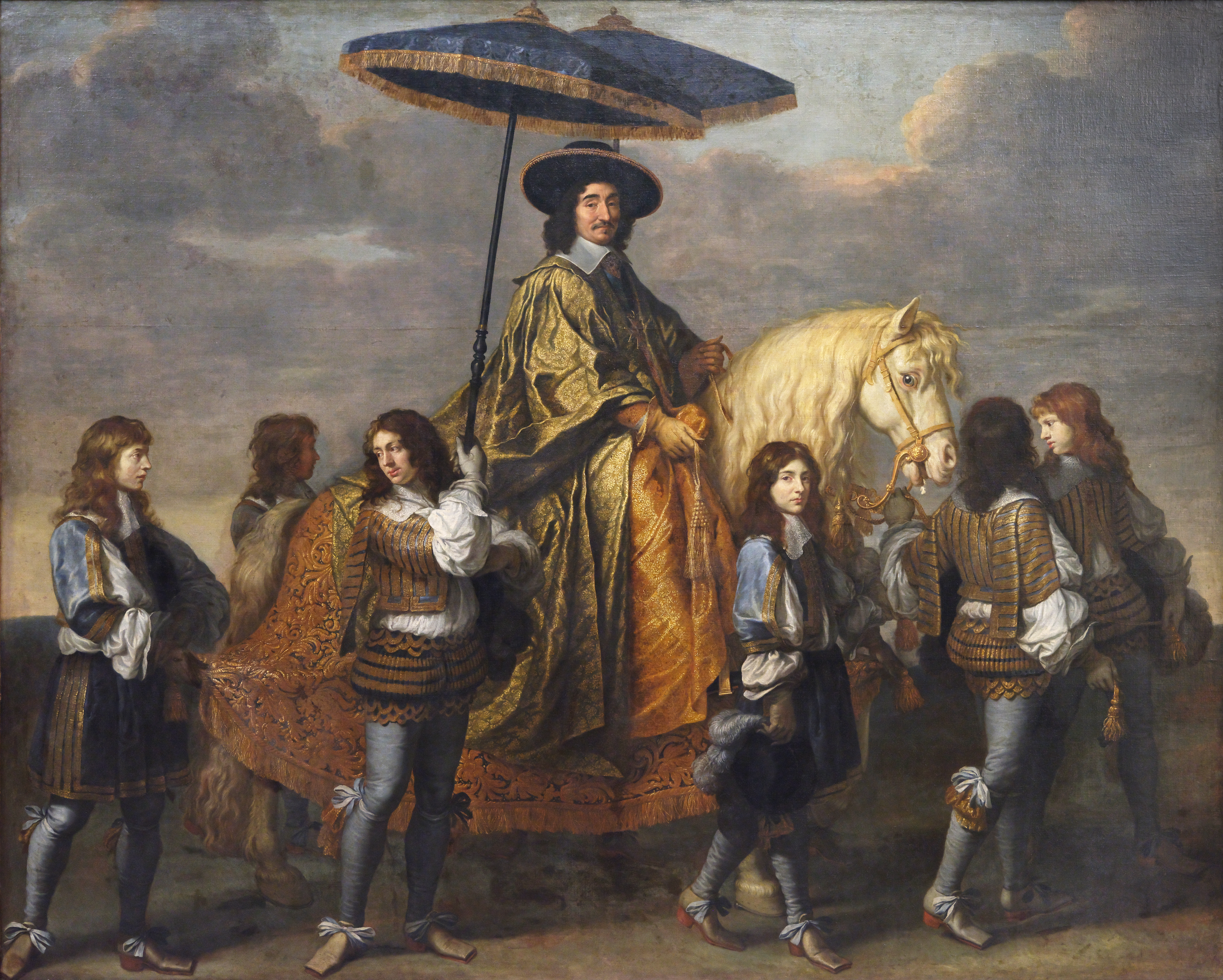
シャルル・ル・ブラン《大法官セギエ》 1660-61年 ルーヴル美術館
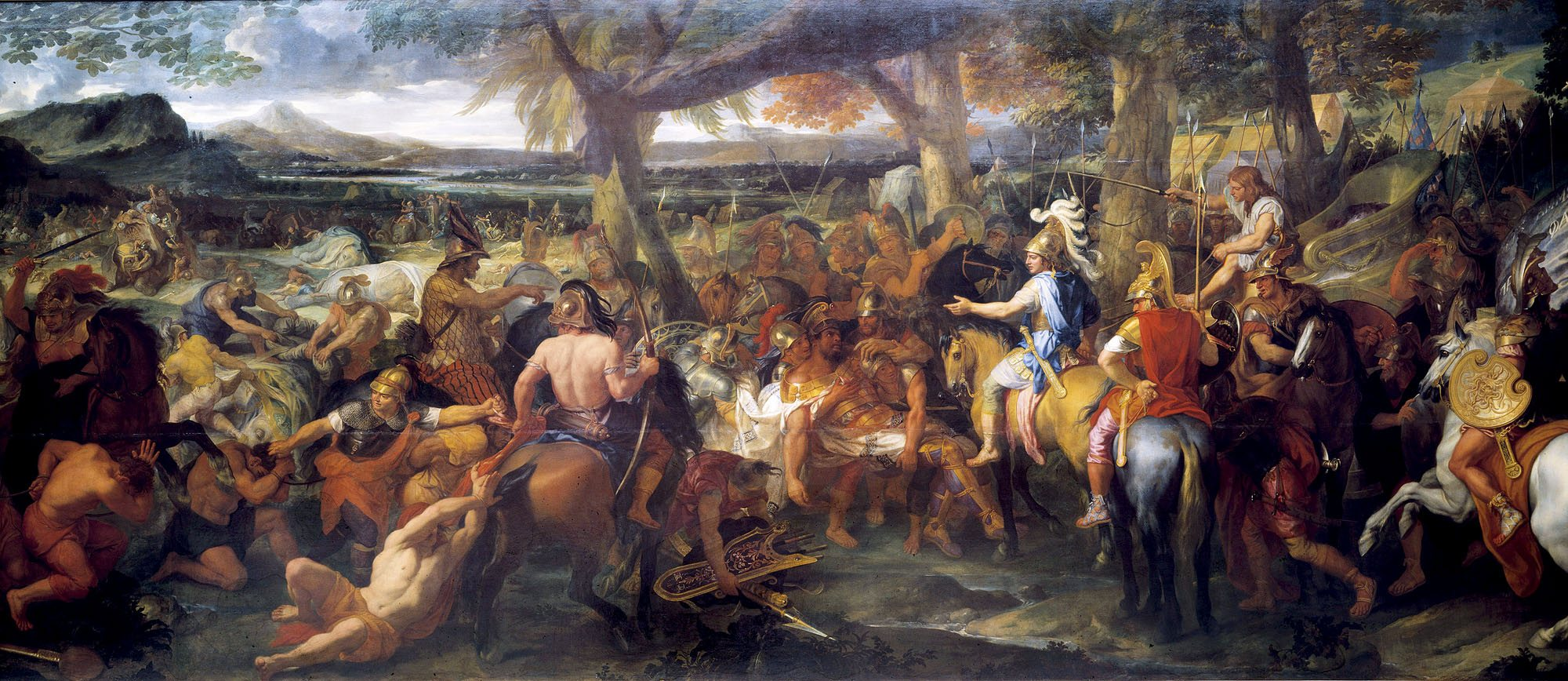
シャルル・ル・ブラン《アレクサンドロス大王とポロス》 1665年頃 ルーヴル美術館
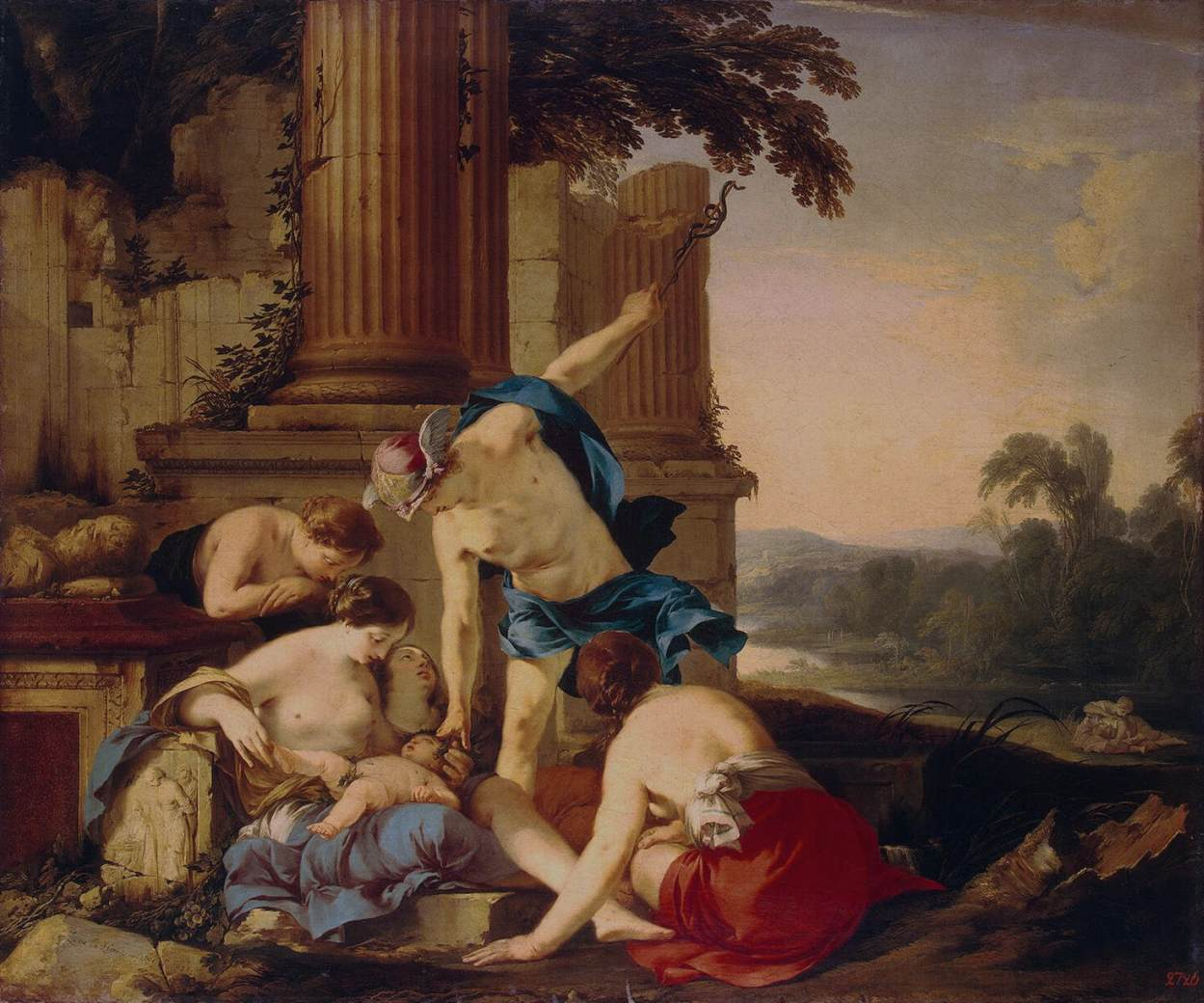
ロラン・ド・ライール《バッコスをニンフたちに託すメルクリウス》 1638年 エルミタージュ美術館
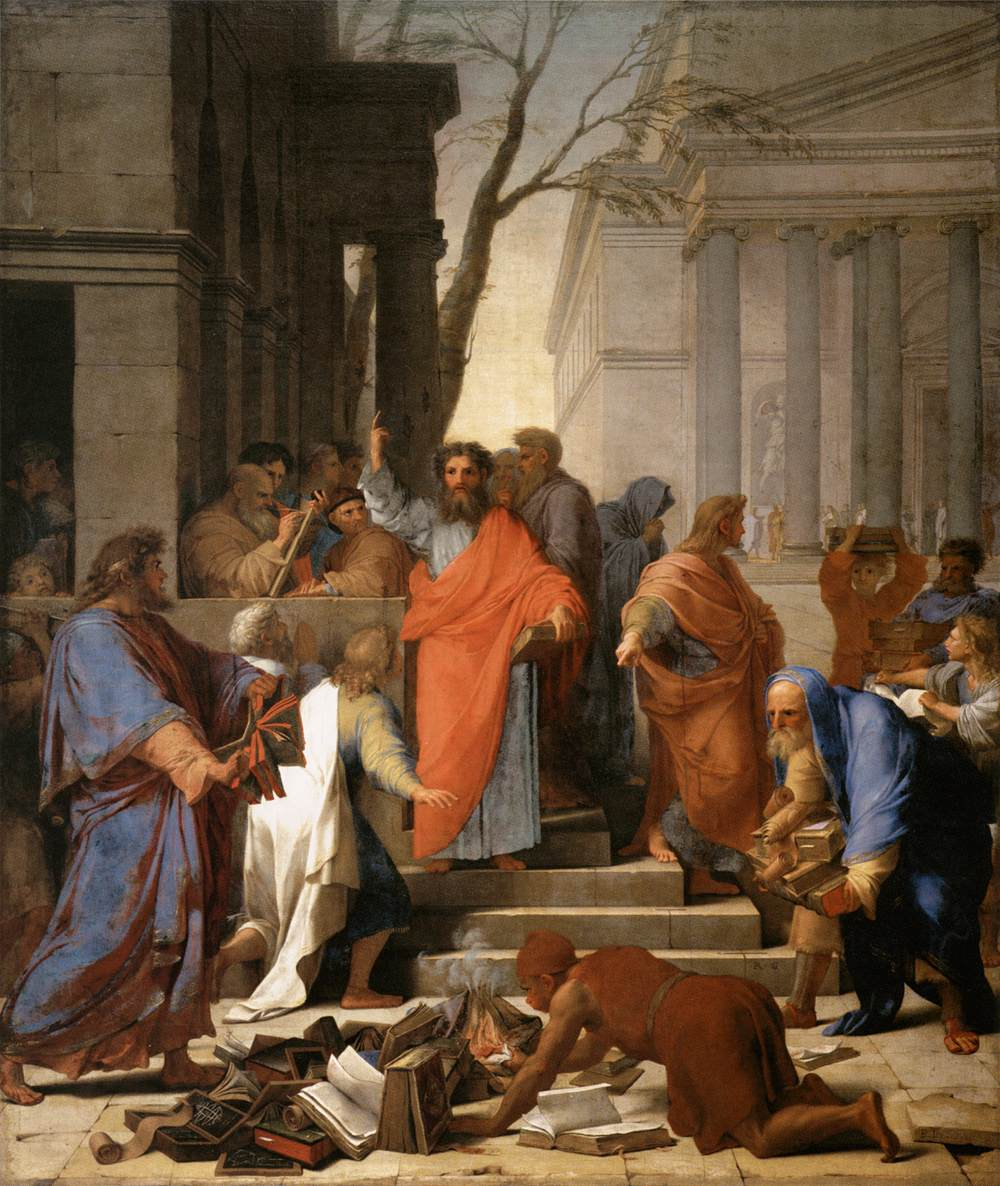
ユスタッシュ・ル・シュウール《エフェソスでの聖ペテロの説教》 1649年 ルーヴル美術館
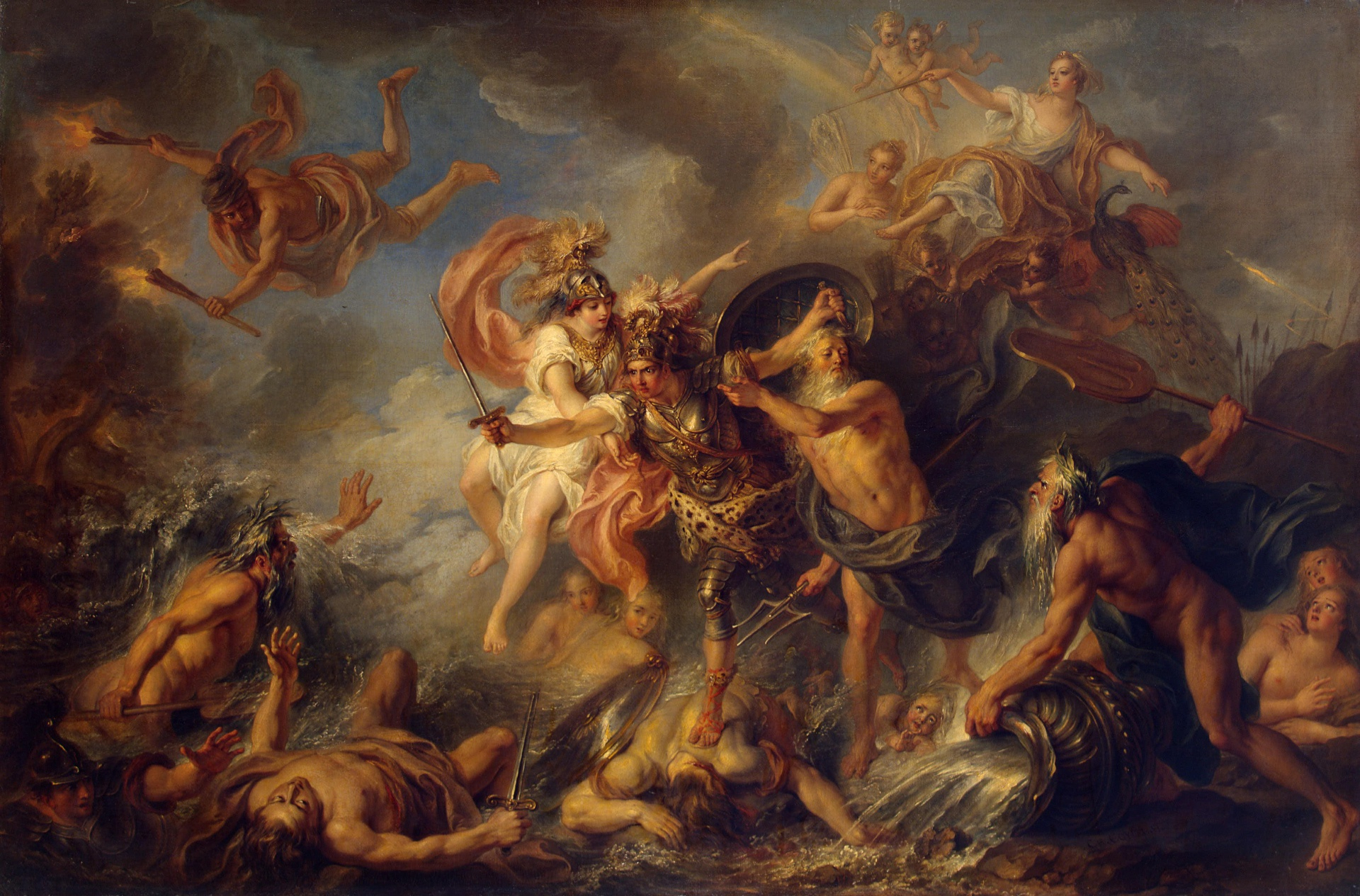
シャルル＝アントワーヌ・コワペル《アキレウスの怒り》 1717年頃 トゥール美術館
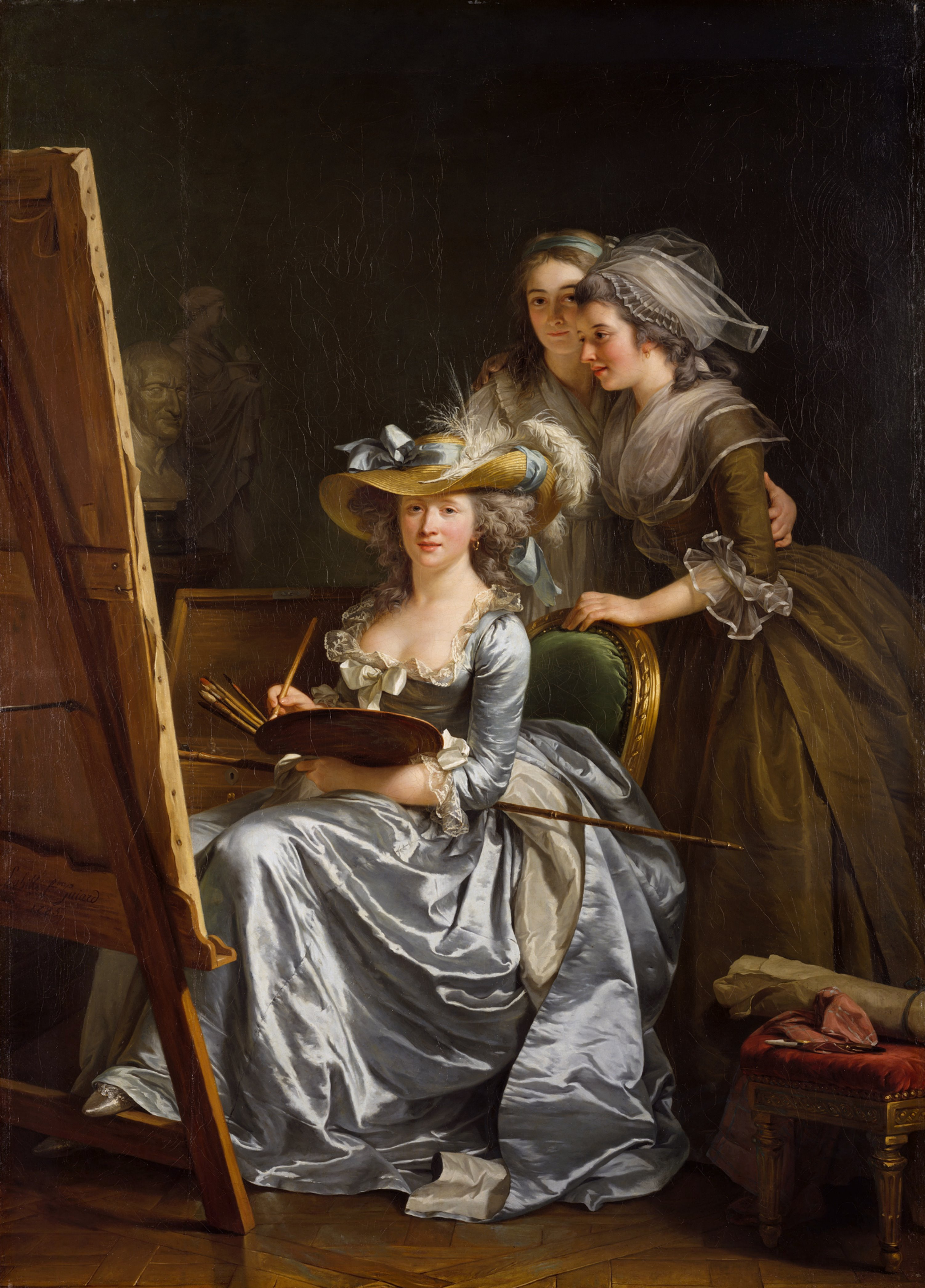
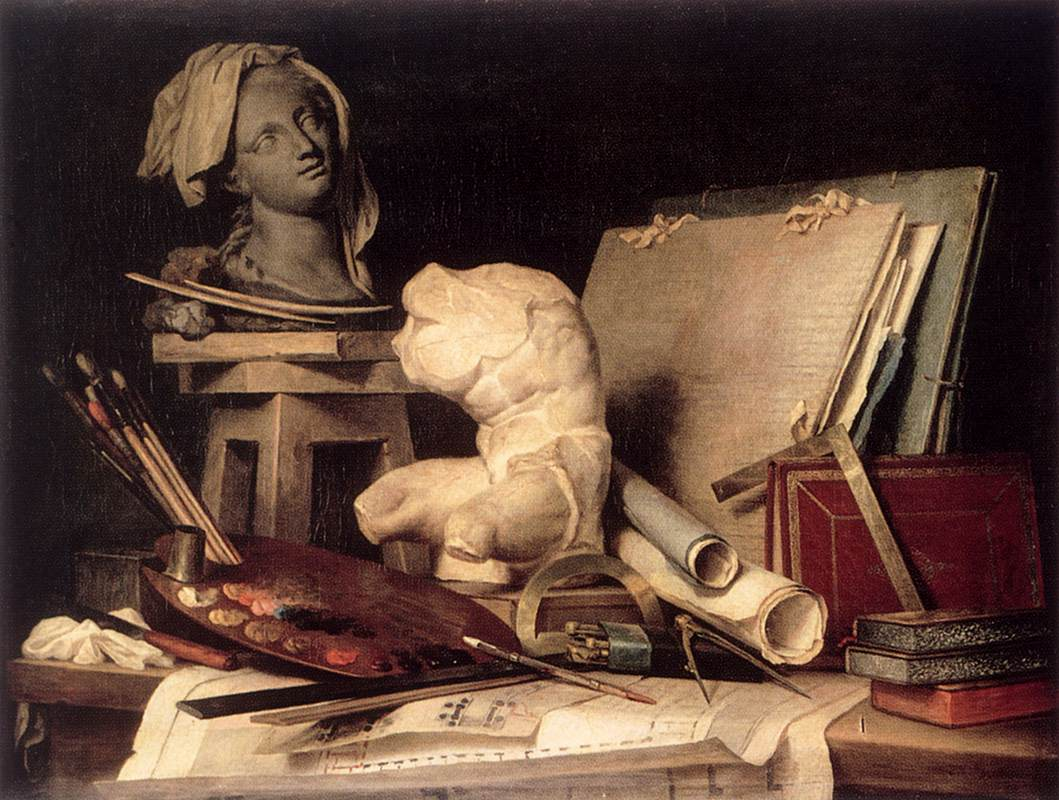
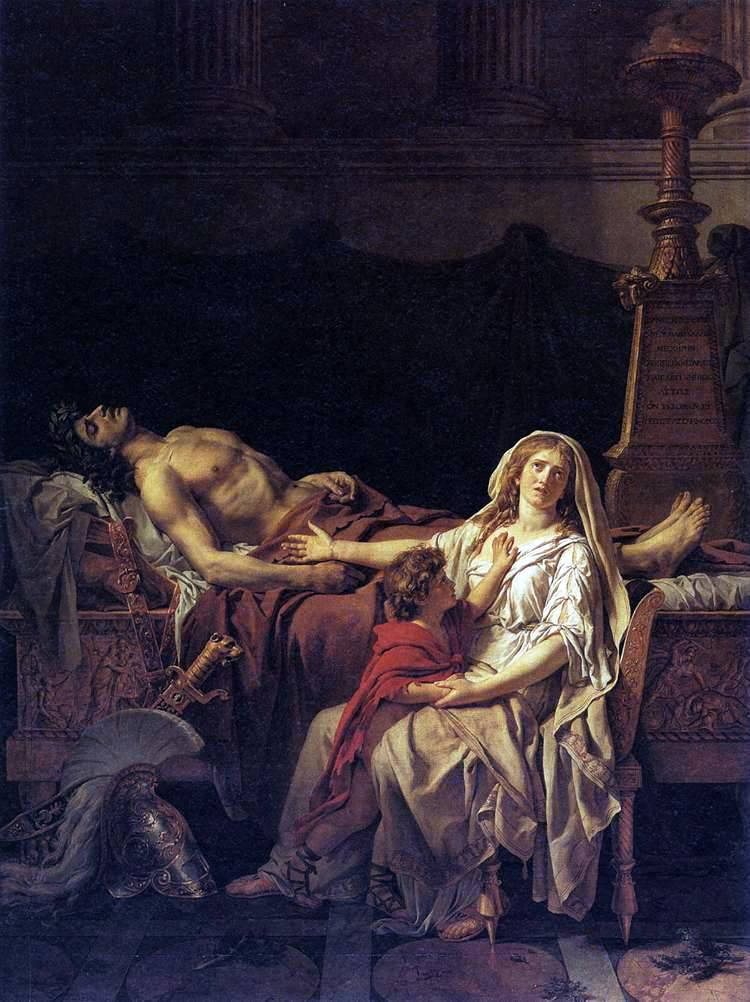
アデライード・ラビーユ=ギアール《自画像》 1785年
メトロポリタン美術館
- アンヌ・ヴァレイエ=コステル《芸術の寓意》
1769年
ルーヴル美術館
- ダヴィッド《アンドロマケの悲嘆》
1783年
ルーヴル美術館
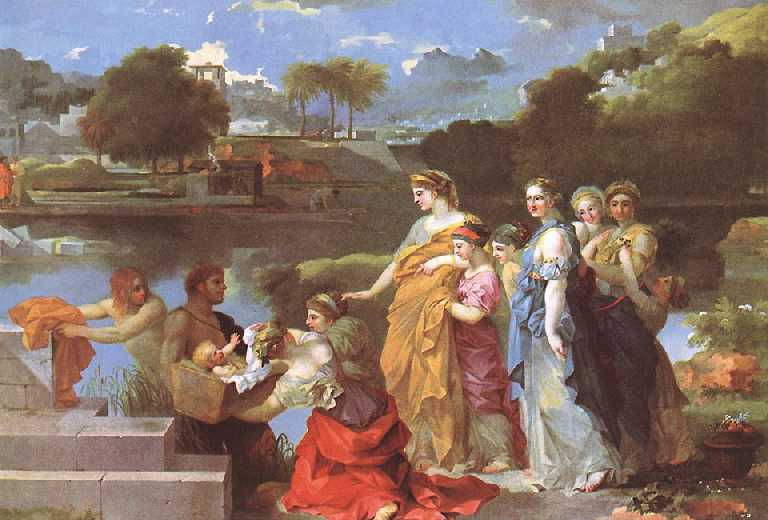
セバスティアン・ブールドン《川から救われるモーセ》 1655年頃 ワシントン・ナショナル・ギャラリー